# Государственный музей истории Санкт-Петербурга
Государственный музей истории Санкт-Петербурга (сокр. ГМИ СПб) — один из крупнейших исторических музеев России, в котором представлена история, культура и быт Санкт-Петербурга.

## История

### Музей Старого Петербурга
Первый музей, посвящённый истории города, — Музей Старого Петербурга — был основан по инициативе Общества архитекторов-художников. Идея создания городского музея возникла ещё в 1907 году, 12 декабря 1908 года было подписано «Положение о музее». Его первым директором стал А. Н. Бенуа, позже его сменил П. П. Вейнер. Музей разместился в доме П. Ю. Сюзора на Кадетской линии, дом № 21, где он находился в течение 10 лет, и где в 1910 году для посетителей была открыта экспозиция. Практически одновременно появился музей Городской управы, располагавшийся в Доме городских учреждений на Садовой улице, дом № 55, но этот музей так и не был открыт для публики.

### Музей Города
Музей Города был создан в Петрограде на основе декрета Народного комиссариата просвещения от 4 октября 1918 года, подписанного А. В. Луначарским. Ещё весной 1918 года для предварительной разработки задач и организации музея была создана комиссия, которую возглавил В. Р. Менжинский. Позднее комиссию преобразовали в рабочую коллегию (совет) музея, в который вошли: В. Р. Менжинский (председатель), Л. А. Ильин (заместитель председателя), З. Г. Френкель, М. Н. Петров, Е. К. Замысловская, М. П. Капица, Г. Д. Дубелир, П. П. Вейнер. В работе по созданию музея активно участвовали также А. Я. Белобородов, А. Н. Бенуа, С. К. Исаков, И. А. Фомин, К. К. Романов и другие. Директором музея в декабре 1918 года назначили Л. А. Ильина.
Новый музей, в названии которого слово «город» писалось с большой буквы, был посвящён не конкретному городу, а истории градостроительства и городской культуры в целом. Декрет так сформулировал задачи музея:

«Показательное содействие как общему, так и специальному ознакомлению с прошлыми, настоящими и возможными формами устройства городов и условиями городской жизни, собирание и хранение научно-художественных материалов и предметов, имеющих то или иное отношение к различным сторонам городского быта и хозяйства».
В декрете излагалась программа деятельности музея и комплектования его фондов, предполагалось собрать самые разнообразные материалы: вещественные памятники, модели, картины, фотографии, чертежи и документы. В 1918 году как самостоятельный отдел вошёл в структуру Музея Города Музей Старого Петербурга, сохранив своё название и эмблему. В фонды Музея Города поступили также экспонаты Музея Городской управы, полковых, ведомственных музеев, часть архива упразднённого Министерства императорского двора, где хранились многие архитектурные чертежи. Идея музея была обращена не только к истории и прошлому — одним из направлений его деятельности была разработка новых принципов градостроения. В конце 1918 года в составе Музея Города насчитывалось 13 отделов, в том числе архитектурно-строительный (заведующий Л. А. Ильин), театрально-зрелищный (Л. И. Жевержеев), отдел «Искусство в жизни города» (В. Я. Курбатов); к марту 1919 года музей состоял из 16 отделов. В августе 1920 года музей, первоначально подчинённый Наркомпросу, перешёл в ведение Петроградского совета коммунального хозяйства (Совкомхоза).
В 1923 году музею передали функции Научно-художественного бюро Отдела градоустройства Петроградского губсовкомхоза, а в декабре 1924 года, в связи с намечавшимся жилищным строительством, поручили составить эскиз проекта перепланировки Московско-Нарвского района Ленинграда. В связи с этим в составе музея организовали Бюро планировки Ленинграда, которое возглавил директор музея Л. А. Ильин. Помимо музейной и научно-исследовательской работы музей выполнял практическую проектную работу и занимался консультированием по вопросам окраски памятников архитектуры, благоустройству города, переименованию улиц.
Под экспозицию музея предоставили Аничков дворец со служебными флигелями, дом Серебряковых на наб. р. Фонтанки, дом № 35, где разместился отдел «Музей Старого Петербурга», дом графини Н. Ф. Карловой на наб. р. Фонтанки, дом № 46.
Усиление идеологического давления, начавшееся в стране в конце 1920-х годов, отразилось и на жизни Музея Города. Многие экспонаты были признаны непрофильными и подлежали изъятию, часть сотрудников уволена, в 1928 году был отстранён от должности и директор музея Л. А. Ильин. Тогда же была закрыта экспозиция в особняке Карловой, в 1930 году упразднён отдел «Музей Старого Петербурга», экспозиция в доме Серебряковых ликвидирована. В 1931 году Музей Города был переименован в Музей социалистической реконструкции города, через два года он стал называться «Музей-выставка строительства и городского хозяйства», в Аничковом дворце открылась постоянная выставка строительных материалов, конструкций и архитектурных проектов. В 1935 г. здание музея было передано Всесоюзной пионерской организации для размещения Дворца пионеров, коллекция и архив перевезены на хранение в подвалы Училища технического рисования барона Штиглица в Соляном городке.

### Государственный музей истории Ленинграда
В 1938 году музей был вновь переименован, он стал называться «Музей истории и развития Ленинграда», экспонаты размещены в особняке Румянцева на наб. Красного Флота, дом № 44, началась работа по подготовке новой экспозиции, которая открылась лишь в 1949 году. Музей ещё два раза сменил название: в 1951 он становится Музеем архитектуры Ленинграда, с 1953 — Государственным музеем истории Ленинграда.
В 1954—1987 годах музей возглавляла Л. Н. Белова (1924—1993). В 1954 году музею был передан ряд объектов Петропавловской крепости, здесь разместилась большая часть фондов. Были значительно расширены прежние и образованы новые фонды, ныне в них хранится более 1,3 миллиона экспонатов (в конце 1930-х гг. фонды насчитывали 121 356 единиц хранения). Филиалами музея стали Исаакиевский собор (1963), Шлиссельбургская крепость Орешек (1965), Смольный собор (1974), Пантелеймоновская церковь (1974). В 1971 году состоялось открытие экспозиции «Архитектура Петербурга XVIII — начала XX веков» в Инженерном доме Петропавловской крепости, в 1975 году в Комендантском доме открылась экспозиция «История Петербурга-Петрограда. 1703—1917». В 1976—1986 годах филиалами стали краеведческие музеи в Пушкине, Ломоносове и Зеленогорске. В 1973 году в Иоанновском равелине открылась мемориальная экспозиция «Музей газодинамической лаборатории. К истории советского ракетостроения» (с 1999 года — Музей космонавтики и ракетной техники им. В. П. Глушко). В 1975 году в музейный комплекс вошёл Монумент героическим защитникам Ленинграда на пл. Победы — за участие в создании этого памятника Л. Н. Белова была удостоена Государственной премии РСФСР. Открытие филиала «Музей-квартира А. А. Блока» в 1980 году, к столетию со дня рождения поэта, явилось большим событием в жизни города и страны. В 1983 году музею передана экспозиция «В. И. Ленин и газета „Правда“» (ныне — Музей печати). Филиалами также стали мемориальный музей С. М. Кирова (с 1993 года), дом-музей художника М. В. Матюшина — Музей петербургского авангарда (экспозиция открыта в 2006 году).

### Государственный музей истории Санкт-Петербурга
В 1993 году, после возвращения городу старого, первоначального имени, музей получил своё современное название: Государственный музей истории Санкт-Петербурга.
В ноябре 1987 года на собрании трудового коллектива директором музея была избрана Н. Л. Дементьева, которая возглавляла музей вплоть до июля 1997 года. В период 1997—2006 годов пост директора музея занимал Б. С. Аракчеев. В октябре 2006 он был уволен с этой должности со скандалом, вызвавшим широкий резонанс, и впоследствии возглавил Государственный музей истории религии. C 17 октября 2006 года директором музея является А. Н. Колякин. С 21 января 2021 года директором ГМИ СПб стал В. В. Кириллов.
В октябре 2018 года в Государевом бастионе Петропавловской крепости открылся Музей архитектурной художественной керамики «Керамарх».

## Награды
- Почётный диплом Законодательного Собрания Санкт-Петербурга (19 ноября 2008 года) — за выдающийся вклад в развитие и сохранение истории и культуры Санкт-Петербурга и в связи со 100-летием со дня основания[10].